# Football Club Squadra de Calvi
Maillots
Le Football Club Squadra de Calvi est un ancien club de football de la ville de Calvi, en Haute-Corse. Il a été fondé en 2015 par Jean Acquaviva de la fusion du FC Calvi (fondé en 1953) et de la Squadra Balanina.
Le club joue ses matchs à domicile au Stade Faustin Bartoli, doté de 1 500 places.

## Histoire
Le FC Calvi est promu de CFA 2 (groupe E) grâce à sa première place obtenue en 2010-2011. Il évoluait en CFA 2 depuis deux saisons. Il était monté après avoir remporté, lors de la saison 2008-2009, la DH Corse.
À la fin du mois de juillet 2013, la conjoncture économique actuelle et l'impossibilité de jouer ses rencontres à domicile font que le club n'est plus en mesure de boucler un budget aussi important pour continuer à évoluer au sein de son championnat. Cela a donc contraint le FC Calvi d'abandonner le CFA pour repartir, pour la saison 2013-2014, en Promotion d'honneur A,.
En 2015, le club fusionne avec la Squadra Balanina pour former le club actuel.
En 2018, le club se met en sommeil pour permettre aux dirigeants de rejoindre l'organigramme du Football Balagne Île-Rousse, qui se renomme désormais en FC Balagne. N'étant pas une fusion officielle (aucun des deux clubs n'étant radié comme cela se fait dans le cadre d'une fusion) car contraire au règlement de la FFF interdisant une fusion de deux clubs ayant plus de 15 km de distance par la voie routière la plus rapide, ce stratagème a permis de former un grand club en Balagne (en attendant la fusion probable entre le FC Balagne, la JS Monticello et l'AS Santa Reparata), de posséder un stade au norme pour le National 2 (qui avait créé un différend en 2013 obligeant le FC Calvi à abandonner le championnat de France amateur, ex National 2), et surtout de pouvoir concentrer les subventions des villes de Calvi et l'Île-Rousse dans un seul club.
| Saison    | Championnat   | Classement |
| --------- | ------------- | ---------- |
| 2009-2010 | CFA2 groupe E | 4/16       |
| 2010-2011 | CFA2 groupe E | 1/16       |
| 2011-2012 | CFA groupe A  | 6/18       |
| 2012-2013 | CFA groupe A  | 7/18       |

## Palmarès
- Champion DH Corse : 1995, 2009
- Champion CFA 2 : 2011
- Vainqueur de la Coupe de Corse : 2011, 2012, 2013

## Entraîneurs
- 1997-1998 :  Jules Accorsi
- 1998-2001 : / Dragan Cvetkovic
- 2000-2001 :  Didier Gilles

## Anciens joueurs
- Éric Mura